# Thamastes dipterus
Thamastes dipterus är en nattsländeart som beskrevs av Hagen 1858. Thamastes dipterus ingår i släktet Thamastes och familjen Apataniidae. Inga underarter finns listade i Catalogue of Life.